# Grand Prix de Wallonie 2003
La 44e édition du Grand Prix de Wallonie a eu lieu le 17 septembre 2003. Elle a été remportée par le Belge Dave Bruylandts.

## Classement final
Dave Bruylandts remporte la course en 4 h 36 min 56 s.
| Classement final, | Classement final, | Classement final, | Classement final,      | Classement final,  |
|                   | Coureur           | Pays              | Équipe                 | Temps              |
| ----------------- | ----------------- | ----------------- | ---------------------- | ------------------ |
| 1er               | Dave Bruylandts   | Belgique          | Marlux-Wincor-Nixdorf  | en 4 h 36 min 56 s |
| 2e                | Marek Rutkiewicz  | Pologne           | Cofidis                | + 2 s              |
| 3e                | Mickaël Pichon    | France            | La Française des Jeux  | m.t                |
| 4e                | Frédéric Bessy    | France            | Cofidis                | + 10 s             |
| 5e                | Christophe Rinero | France            | MBK-Oktos              | + 23 s             |
| 6e                | Cédric Vasseur    | France            | Cofidis                | + 37 s             |
| 7e                | Peter Van Petegem | Belgique          | Lotto-Domo             | m.t                |
| 8e                | Walter Bénéteau   | France            | Brioches La Boulangère | m.t                |
| 9e                | Janek Tombak      | Estonie           | Cofidis                | + 1 min 11 s       |
| 10e               | Anthony Geslin    | France            | Brioches La Boulangère | m.t                |
| modifier          |                   |                   |                        |                    |